# Araranguá (tiểu vùng)
Araranguá là một tiểu vùng thuộc bang Santa Catarina, Brasil. Tiều vùng này có diện tích 2962 km², dân số năm 2007 là 160078 người.